# TortoiseGit
TortoiseGit是一个Git版本控制客户端，作为Microsoft Windows的外壳扩展实现。它在GNU通用公共许可协议下作为自由软件发布。